# Togo na Letnich Igrzyskach Olimpijskich 2004
Togo na Letnich Igrzyskach Olimpijskich 2004 reprezentowało 3 sportowców.

## Skład kadry

### Judo
Mężczyźni:
- Benjamin Boukpeti

### Lekkoatletyka
Kobiety:
- Sandrine Thiebaud-Kangni – bieg na 400 m – runda 1:52,87 s

Mężczyźni:
- Jan Sekpona – bieg na 800 m – runda 1:54,25 s